# Oxyagrion impunctatum
Oxyagrion impunctatum är en trollsländeart som beskrevs av Philip Powell Calvert 1909. Oxyagrion impunctatum ingår i släktet Oxyagrion och familjen dammflicksländor. IUCN kategoriserar arten globalt som livskraftig. Inga underarter finns listade i Catalogue of Life.